# Palazzo Maggi Pizzagalli
Il palazzo Maggi Pizzagalli, noto anche come villa Castelli, è un edificio posto nel centro storico di Vidardo, nel comune di Castiraga Vidardo.

## Storia
L'edificio fu fatto costruire dalla contessa Luigia Castelli; passò in seguito alle Fatebenesorelle, quindi alla famiglia Pizzagalli e infine ai Maggi. Attualmente è frazionato in appartamenti.

## Caratteristiche
Il palazzo, di maestose forme neoclassiche, è posto nel centro storico del paese di Vidardo, in posizione dominante le bassure del Lambro. L'edificio ha pianta a «U» che contorna una corte d'onore, oggi in gran parte occupata da piccole costruzioni recenti. Al centro dell'edificio un portico a tre fornici conduce al cortile retrostante, di carattere più rustico, che dava accesso al giardino.
L'interno è stato fortemente modificato e non presenta più elementi di particolare interesse; anche lo scalone, di forme molto modeste, è con ogni probabilità un rifacimento recente di quello originario. Immediatamente ad ovest del palazzo si estendeva un grande giardino; sull'area sorge oggi l'oratorio parrocchiale.

### Fonti
- Santino Langé, Ville della provincia di Milano. Lombardia 4, Milano, SISAR, 1972,  pp. 313-314, ISBN non esistente, SBN MIL0194097.

### Testi di approfondimento
- Laura Vignati, Castiraga Vidardo. Le origini, la storia, il territorio, Castiraga Vidardo, edito dal Comune, 1999, ISBN non esistente, SBN UBO3622193.